# Challenge Cup 2017-2018 (pallavolo femminile)
La Challenge Cup 2017-2018 si è svolta dal 21 novembre 2017 all'11 aprile 2018: al torneo hanno partecipato trentasette squadre di club europee e la vittoria finale è andata per la prima volta all'Olympiakos.

## Regolamento
Le squadre hanno disputato un secondo turno, sedicesimi di finale, ottavi di finale, quarti di finale, semifinali e finale, tutte giocate con gare di andata e ritorno (coi punteggi di 3-0 e 3-1 sono stati assegnati 3 punti alla squadra vincente e 0 a quella perdente, col punteggio di 3-2 sono stati assegnati 2 punti alla squadra vincente e 1 a quella perdente; in caso di parità di punti dopo le due partite è stato disputato un golden set).

## Squadre partecipanti
| - ASKÖ Linz-Steg - Graz - NÖ Sokol/Post - Azərreyl - Amigos Zoersel - Charleroi - Hermes Oostende - Gacko - Levski Sofia - HAOK Mladost | - Osijek - Holte - Kuusamon - Oriveden Ponnistus - Nantes - Olympiakos - Kastrioti - Galina - RSR Walfer - Randaberg | - Clube K - Famalicão - Ostrava - Știința Bacău - Târgoviște - Dinamo Krasnodar - TENT - Železničar Lajkovac - Bratislavský - Slávia Bratislava | - Neuchâtel - Sm'Aesch Pfeffingen - Barcellona - JAV Olímpico - Logroño - Bursa BB - Vasas |

## Torneo

### Secondo turno

#### Andata
| 22 novembre 2017 Športová hala Mladosť, Bratislava Durata: 1h:36 - Spettatori: 200         | Slávia Bratislava | 1 - 3 | Graz           | 16-25, 25-20, 15-25, 21-25        |
| 22 novembre 2017 Dvorana Gradski Vrt, Osijek Durata: 2h:21 - Spettatori: 450               | Osijek            | 2 - 3 | NÖ Sokol/Post  | 20-25, 26-24, 25-12, 22-25, 11-15 |
| 22 novembre 2017 Kuusamon Liikuntahalli, Kuusamo Durata: 1h:57 - Spettatori: 567           | Kuusamon          | 1 - 3 | Charleroi      | 25-20, 17-25, 24-26, 23-25        |
| 22 novembre 2017 Pavilhão Lameiras, Vila Nova de Famalicão Durata: 1h:19 - Spettatori: 320 | Famalicão         | 0 - 3 | Logroño        | 20-25, 19-25, 20-25               |
| 21 novembre 2017 Centro Insular de Deportes, Las Palmas Durata: 1h:57 - Spettatori: 525    | JAV Olímpico      | 3 - 2 | Amigos Zoersel | 25-22, 24-26, 14-25, 25-16, 15-9  |

#### Ritorno
| 29 novembre 2017 Bluebox, Graz Durata: 1h:25 - Spettatori: 350                | Graz           | 3 - 0 | Slávia Bratislava | 25-17, 29-27, 25-22                                |
| 27 novembre 2017 Neue Posthalle, Vienna Durata: 2h:33 - Spettatori: 250       | NÖ Sokol/Post  | 2 - 3 | Osijek            | 21-25, 13-25, 25-19, 25-21, 9-15 Golden set: 14-16 |
| 30 novembre 2017 Spiroudome, Charleroi Durata: 1h:18 - Spettatori: 700        | Charleroi      | 3 - 0 | Kuusamon          | 25-16, 25-17, 25-21                                |
| 30 novembre 2017 Palacio de La Rioja, Logroño Durata: 1h:15 - Spettatori: 600 | Logroño        | 3 - 0 | Famalicão         | 25-22, 25-11, 25-15                                |
| 30 novembre 2017 Van Pelt Arena, Zoersel Durata: 1h:38 - Spettatori: 950      | Amigos Zoersel | 1 - 3 | JAV Olímpico      | 17-25, 15-25, 25-20, 18-25                         |

#### Squadre qualificate
- Graz
- Charleroi
- Osijek
- JAV Olímpico
- Logroño

### Sedicesimi di finale

#### Andata
| 12 dicembre 2018 Hall Omnisport New, Walferdange Durata: 1h:05 - Spettatori: 540        | RSR Walfer          | 0 - 3 | Bursa BB           | 12-25, 16-25, 11-25               |
| 14 dicembre 2018 Spiroudome, Charleroi Durata: 1h:23 - Spettatori: 650                  | Charleroi           | 3 - 0 | Barcellona         | 25-19, 25-19, 25-15               |
| 13 dicembre 2018 C. D. das Laranjeiras, Ponta Delgada Durata: 2h:12 - Spettatori: 400   | Clube K             | 1 - 3 | Hermes Oostende    | 28-30, 25-18, 23-25, 23-25        |
| 13 dicembre 2018 Lajkovac Hala Sportova, Lajkovac Durata: 1h:45 - Spettatori: 300       | Železničar Lajkovac | 3 - 1 | TENT               | 24-26, 25-21, 25-19, 25-16        |
| 12 dicembre 2018 Randaberghallen, Randaberg Durata: 1h:12 - Spettatori: 150             | Randaberg           | 0 - 3 | Nantes             | 15-25, 16-25, 15-25               |
| 14 dicembre 2018 Sporthalle Resch, Schaan Durata: 1h:35 - Spettatori: 300               | Galina              | 1 - 3 | Vasas              | 25-17, 14-25, 19-25, 23-25        |
| 12 dicembre 2018 Centro Insular de Deportes, Las Palmas Durata: 1h:36 - Spettatori: 380 | JAV Olímpico        | 3 - 1 | ASKÖ Linz-Steg     | 20-25, 25-11, 25-21, 25-18        |
| 12 dicembre 2018 Holte-Hallen, Rudersdal Durata: 1h:24 - Spettatori: 250                | Holte               | 0 - 3 | Neuchâtel          | 23-25, 27-29, 19-25               |
| 12 dicembre 2018 Sala Sporturilor, Bacău Durata: 1h:59 - Spettatori: 500                | Știința Bacău       | 3 - 1 | Azərreyl           | 25-23, 25-20, 22-25, 25-18        |
| 13 dicembre 2018 Mehrzweckhalle Löhrenacker, Aesch Durata: 1h:40 - Spettatori: 750      | Sm'Aesch Pfeffingen | 1 - 3 | HAOK Mladost       | 28-26, 20-25, 18-25, 16-25        |
| 12 dicembre 2018 Palacio de La Rioja, Logroño Durata: 1h:56 - Spettatori: 850           | Logroño             | 2 - 3 | Olympiakos         | 20-25, 31-29, 19-25, 25-17, 10-15 |
| 13 dicembre 2018 Hristo Botev Hall, Sofia Durata: 1h:46 - Spettatori: 200               | Levski Sofia        | 1 - 3 | Târgoviște         | 15-25, 25-27, 27-25, 17-25        |
| 13 dicembre 2018 Dvorana Gradski Vrt, Osijek Durata: 1h:14 - Spettatori: 355            | Osijek              | 0 - 3 | Ostrava            | 12-25, 13-25, 18-25               |
| 13 dicembre 2018 Palestra Bill Clinton, Ferizaj Durata: 1h:07 - Spettatori: 300         | Kastrioti           | 0 - 3 | Oriveden Ponnistus | 13-25, 15-25, 14-25               |
| 14 dicembre 2018 Športová hala Mladosť, Bratislava Durata: 1h:12 - Spettatori: 200      | Bratislavský        | 3 - 0 | Gacko              | 25-16, 25-13, 25-21               |
| 12 dicembre 2018 Bluebox, Graz Durata: 2h:05 - Spettatori: 260                          | Graz                | 2 - 3 | Dinamo Krasnodar   | 16-25, 27-25, 25-22, 23-25, 4-15  |

#### Ritorno
| 10 gennaio 2018 Cengiz Göllü Kapalı Spor Salonu, Bursa Durata: 1h:06 - Spettatori: 300    | Bursa BB           | 3 - 0 | RSR Walfer          | 25-12, 25-14, 25-18                   |
| 11 gennaio 2018 Pavelló Can Noguera, Barcellona Durata: 2h:10 - Spettatori: 680           | Barcellona         | 2 - 3 | Charleroi           | 25-23, 25-27, 25-19, 21-25, 7-15      |
| 10 gennaio 2018 Mister V-Arena, Ostenda Durata: 2h:05 - Spettatori: 780                   | Hermes Oostende    | 3 - 2 | Clube K             | 25-20, 17-25, 20-25, 25-19, 15-12     |
| 10 gennaio 2018 Sportsko-kulturni centar, Obrenovac Durata: 1h:45 - Spettatori: 500       | TENT               | 3 - 0 | Železničar Lajkovac | 26-24, 25-23, 25-19 Golden set: 15-13 |
| 9 gennaio 2018 Salle métropolitaine de Rezé, Rezé Durata: 1h:00 - Spettatori: 3 357       | Nantes             | 3 - 0 | Randaberg           | 25-8, 25-11, 25-9                     |
| 11 gennaio 2018 Angyalföldi Sportközpont, Budapest Durata: 1h:59 - Spettatori: 200        | Vasas              | 3 - 2 | Galina              | 20-25, 25-19, 25-18, 18-25, 15-12     |
| 10 gennaio 2018 Georg von Peuerbach Gymnasium, Linz Durata: 2h:08 - Spettatori: 400       | ASKÖ Linz-Steg     | 2 - 3 | JAV Olímpico        | 25-21, 25-23, 13-25, 19-25, 14-16     |
| 11 gennaio 2018 Halle de sport de La Riveraine, Neuchâtel Durata: 1h:38 - Spettatori: 920 | Neuchâtel          | 3 - 1 | Holte               | 25-22, 25-14, 21-25, 25-9             |
| 9 gennaio 2018 A.Y.S. Sport Hall, Baku Durata: 1h:46 - Spettatori: 1 200                  | Azərreyl           | 3 - 0 | Știința Bacău       | 25-23, 27-25, 25-14 Golden set: 13-15 |
| 10 gennaio 2018 Dom odbojke Bojan Stranić, Zagabria Durata: 1h:25 - Spettatori: 400       | HAOK Mladost       | 0 - 3 | Sm'Aesch Pfeffingen | 14-25, 22-25, 18-25 Golden set: 10-15 |
| 9 gennaio 2018 Melina Merkourī Hall, Rentis Durata: 1h:07 - Spettatori: 500               | Olympiakos         | 3 - 0 | Logroño             | 25-18, 25-12, 25-17                   |
| 9 gennaio 2018 Sala Polivalentă, Târgoviște Durata: 1h:17 - Spettatori: 600               | Târgoviște         | 3 - 0 | Levski Sofia        | 25-23, 25-16, 25-22                   |
| 10 gennaio 2018 Sportovní areál Varenská, Ostrava Durata: 1h:22 - Spettatori: 300         | Ostrava            | 3 - 0 | Osijek              | 25-20, 25-16, 28-26                   |
| 10 gennaio 2018 Oriveden liikuntahalli, Orivesi Durata: 1h:17 - Spettatori: 400           | Oriveden Ponnistus | 3 - 0 | Kastrioti           | 25-17, 25-18, 25-19                   |
| 11 gennaio 2018 Dvorana Kulturno-sportskog centra, Gacko Durata: 1h:05 - Spettatori: 537  | Gacko              | 0 - 3 | Bratislavský        | 18-25, 11-25, 18-25                   |
| 10 gennaio 2018 Dvorec sporta Olimp, Krasnodar Durata: 1h:01 - Spettatori: 650            | Dinamo Krasnodar   | 3 - 0 | Graz                | 25-19, 25-9, 25-11                    |

#### Squadre qualificate
| - Charleroi - Hermes Oostende - Oriveden Ponnistus - Nantes - Olympiakos - Ostrava - Știința Bacău - Târgoviște | - Dinamo Krasnodar - TENT - Bratislavský - JAV Olímpico - Neuchâtel - Sm'Aesch Pfeffingen - Bursa BB - Vasas |

### Ottavi di finale

#### Andata
| 24 gennaio 2018 Euro Volley Center, Vilvoorde Durata: 1h:07 - Spettatori: 155          | Charleroi           | 0 - 3 | Bursa BB      | 11-25, 13-25, 15-25               |
| 24 gennaio 2018 Mister V-Arena, Ostenda Durata: 1h:15 - Spettatori: 450                | Hermes Oostende     | 3 - 0 | TENT          | 25-21, 25-18, 25-19               |
| 24 gennaio 2018 Angyalföldi Sportközpont, Budapest Durata: 2h:03 - Spettatori: 250     | Vasas               | 2 - 3 | Nantes        | 12-25, 25-17, 20-25, 25-20, 12-15 |
| 24 gennaio 2018 Centro Insular de Deportes, Las Palmas Durata: 1h:18 - Spettatori: 392 | JAV Olímpico        | 3 - 0 | Neuchâtel     | 25-19, 25-19, 25-22               |
| 24 gennaio 2018 Mehrzweckhalle Löhrenacker, Aesch Durata: 1h:53 - Spettatori: 660      | Sm'Aesch Pfeffingen | 2 - 3 | Știința Bacău | 22-25, 25-16, 25-15, 21-25, 11-15 |
| 25 gennaio 2018 Melina Merkourī Hall, Rentis Durata: 1h:55 - Spettatori: 500           | Olympiakos          | 2 - 3 | Târgoviște    | 18-25, 25-27, 25-16, 25-16, 13-15 |
| 24 gennaio 2018 Oriveden liikuntahalli, Orivesi Durata: 1h:22 - Spettatori: 400        | Oriveden Ponnistus  | 0 - 3 | Ostrava       | 16-25, 23-25, 14-25               |
| 23 gennaio 2018 Dvorec sporta Olimp, Krasnodar Durata: 1h:10 - Spettatori: 720         | Dinamo Krasnodar    | 3 - 0 | Bratislavský  | 25-10, 25-18, 25-15               |

#### Ritorno
| 7 febbraio 2018 Cengiz Göllü Kapalı Spor Salonu, Bursa Durata: 1h:28 - Spettatori: 400     | Bursa BB      | 3 - 0 | Charleroi           | 33-31, 25-20, 25-23                          |
| 8 febbraio 2018 Sportsko-kulturni centar, Obrenovac Durata: 1h:32 - Spettatori: 1350       | TENT          | 3 - 0 | Hermes Oostende     | 25-21, 25-16, 25-22 Golden set: 13-15        |
| 6 febbraio 2018 Gymnase Jean Jahan, Nantes Durata: 1h:14 - Spettatori: 800                 | Nantes        | 3 - 0 | Vasas               | 25-12, 25-15, 25-14                          |
| 7 febbraio 2018 Halle de sport de La Riveraine, Neuchâtel Durata: 1h:48 - Spettatori: 1070 | Neuchâtel     | 3 - 1 | JAV Olímpico        | 17-25, 25-17, 25-21, 25-17 Golden set: 15-10 |
| 7 febbraio 2018 Sala Sporturilor, Bacău Durata: 2h:00 - Spettatori: 500                    | Știința Bacău | 1 - 3 | Sm'Aesch Pfeffingen | 26-28, 25-23, 23-25, 23-25                   |
| 6 febbraio 2018 Sala Polivalentă, Târgoviște Durata: 1h:40 - Spettatori: 1500              | Târgoviște    | 1 - 3 | Olympiakos          | 17-25, 25-16, 21-25, 22-25                   |
| 7 febbraio 2018 Sportovní areál Varenská, Ostrava Durata: 1h:43 - Spettatori: 300          | Ostrava       | 3 - 1 | Oriveden Ponnistus  | 25-15, 15-25, 25-21, 25-19                   |
| 7 febbraio 2018 Športová hala Mladosť, Bratislava Durata: 1h:41 - Spettatori: 300          | Bratislavský  | 1 - 3 | Dinamo Krasnodar    | 16-25, 24-26, 25-22, 14-25                   |

#### Squadre qualificate
- Hermes Oostende
- Nantes
- Olympiakos
- Neuchâtel
- Sm'Aesch Pfeffingen
- Ostrava
- Dinamo Krasnodar
- Bursa BB

### Quarti di finale

#### Andata
| 21 febbraio 2018 Mister V-Arena, Ostenda Durata: 1h:07 - Spettatori: 725                     | Hermes Oostende     | 0 - 3 | Bursa BB         | 19-25, 12-25, 19-25        |
| 22 febbraio 2018 Halle de sport de La Riveraine, Neuchâtel Durata: 1h:15 - Spettatori: 1 390 | Neuchâtel           | 0 - 3 | Nantes           | 15-25, 13-25, 24-26        |
| 22 febbraio 2018 Mehrzweckhalle Löhrenacker, Aesch Durata: 1h:37 - Spettatori: 880           | Sm'Aesch Pfeffingen | 1 - 3 | Olympiakos       | 25-21, 19-25, 21-25, 19-25 |
| 21 febbraio 2018 Sportovní areál Varenská, Ostrava Durata: 1h:36 - Spettatori: 250           | Ostrava             | 1 - 3 | Dinamo Krasnodar | 25-16, 14-25, 18-25, 19-25 |

#### Ritorno
| 27 febbraio 2018 Cengiz Göllü Kapalı Spor Salonu, Bursa Durata: 1h:08 - Spettatori: 200 | Bursa BB         | 3 - 0 | Hermes Oostende     | 25-12, 25-13, 27-25               |
| 28 febbraio 2018 Gymnase Jean Jahan, Nantes Durata: 1h:49 - Spettatori: 1 000           | Nantes           | 3 - 1 | Neuchâtel           | 25-20, 25-17, 24-26, 25-22        |
| 27 febbraio 2018 Melina Merkourī Hall, Rentis Durata: 1h:01 - Spettatori: 800           | Olympiakos       | 3 - 0 | Sm'Aesch Pfeffingen | 25-4, 25-18, 25-20                |
| 1º marzo 2018 Dvorec sporta Olimp, Krasnodar Durata: 2h:02 - Spettatori: 977            | Dinamo Krasnodar | 3 - 2 | Ostrava             | 21-25, 18-25, 27-25, 25-18, 15-12 |

#### Squadre qualificate
- Nantes
- Olympiakos
- Dinamo Krasnodar
- Bursa BB

### Semifinali

#### Andata
| 14 marzo 2018 Cengiz Göllü Kapalı Spor Salonu, Bursa Durata: 1h:23 - Spettatori: 200 | Bursa BB   | 3 - 0 | Nantes           | 25-19, 25-23, 25-18               |
| 14 marzo 2018 Melina Merkourī Hall, Rentis Durata: 1h:53 - Spettatori: 1 700         | Olympiakos | 3 - 2 | Dinamo Krasnodar | 18-25, 25-14, 23-25, 25-19, 15-13 |

#### Ritorno
| 21 marzo 2018 Complexe Sportif Beaulieu, Nantes Durata: 1h:19 - Spettatori: 2 263 | Nantes           | 0 - 3 | Bursa BB   | 18-25, 16-25, 23-25 |
| 21 marzo 2018 Dvorec sporta Olimp, Krasnodar Durata: 1h:09 - Spettatori: 1 700    | Dinamo Krasnodar | 0 - 3 | Olympiakos | 20-25, 15-25, 13-25 |

#### Squadre qualificate
- Olympiakos
- Bursa BB

### Finale

#### Andata
| 4 aprile 2018 Melina Merkourī Hall, Rentis Durata: 1h:53 - Spettatori: 1 800 | Olympiakos | 2 - 3 | Bursa BB | 17-25, 23-25, 25-7, 25-18, 13-15 |

#### Ritorno
| 11 aprile 2018 Cengiz Göllü Kapalı Spor Salonu, Bursa Durata: 1h:52 - Spettatori: 2 500 | Bursa BB | 1 - 3 | Olympiakos | 25-23, 20-25, 18-25, 16-25 |

#### Squadra campione
- Olympiakos

## Statistiche
| Rendimento individuale | Rendimento individuale | Rendimento individuale | Rendimento individuale |
| Pos.                   | Nome                   | Punti                  | Squadra                |
| ---------------------- | ---------------------- | ---------------------- | ---------------------- |
| 1                      | Saskia Hippe           | 207                    | Olympiakos             |
| 2                      | Jana Franziska Poll    | 149                    | Olympiakos             |
| 3                      | Stephanie Niemer       | 137                    | Olympiakos             |
| 4                      | Saray Manzano          | 122                    | JAV Olímpico           |
| 5                      | Emilija Nikolova       | 120                    | Bursa BB               |
| 6                      | Angelina Sperskaite    | 103                    | Dinamo Krasnodar       |
| 7                      | Katie Carter           | 100                    | Nantes                 |
| 8                      | Nicole Walch           | 98                     | Sm'Aesch Pfeffingen    |
| 9                      | Lise De Valkeneer      | 94                     | Hermes Oostende        |
| 9                      | Marija Duskrjadčenko   | 94                     | Dinamo Krasnodar       |
| 9                      | Julija Podskal'naja    | 94                     | Dinamo Krasnodar       |

| Attacchi vincenti | Attacchi vincenti   | Attacchi vincenti | Attacchi vincenti   |
| Pos.              | Nome                | Punti             | Squadra             |
| ----------------- | ------------------- | ----------------- | ------------------- |
| 1                 | Saskia Hippe        | 173               | Olympiakos          |
| 2                 | Jana Franziska Poll | 112               | Olympiakos          |
| 3                 | Emilija Nikolova    | 102               | Bursa BB            |
| 4                 | Saray Manzano       | 94                | JAV Olímpico        |
| 4                 | Stephanie Niemer    | 94                | Olympiakos          |
| 6                 | Lise De Valkeneer   | 87                | Hermes Oostende     |
| 7                 | Nicole Walch        | 82                | Sm'Aesch Pfeffingen |
| 7                 | Angelina Sperskaite | 82                | Dinamo Krasnodar    |
| 9                 | Katie Carter        | 73                | Nantes              |
| 10                | Nina Coolman        | 72                | Hermes Oostende     |
| 10                | Irina Smirnova      | 72                | Dinamo Krasnodar    |

| Muri vincenti | Muri vincenti        | Muri vincenti | Muri vincenti    |
| Pos.          | Nome                 | Punti         | Squadra          |
| ------------- | -------------------- | ------------- | ---------------- |
| 1             | Katerina Giōta       | 33            | Olympiakos       |
| 2             | Marija Duskrjadčenko | 32            | Dinamo Krasnodar |
| 3             | Julija Podskal'naja  | 24            | Dinamo Krasnodar |
| 3             | Stephanie Niemer     | 24            | Olympiakos       |
| 5             | Yvon Beliën          | 22            | Bursa BB         |
| 5             | Geōrgia Lamprousī    | 22            | Olympiakos       |
| 7             | Jana Franziska Poll  | 20            | Olympiakos       |
| 8             | Katie Carter         | 16            | Nantes           |
| 8             | İkbal Albayrak       | 16            | Bursa BB         |
| 10            | Marion Gauthier-Rat  | 15            | Nantes           |

| Battute vincenti | Battute vincenti       | Battute vincenti | Battute vincenti    |
| Pos.             | Nome                   | Punti            | Squadra             |
| ---------------- | ---------------------- | ---------------- | ------------------- |
| 1                | Saskia Hippe           | 24               | Olympiakos          |
| 2                | Saray Manzano          | 19               | JAV Olímpico        |
| 2                | Stephanie Niemer       | 19               | Olympiakos          |
| 4                | Jana Franziska Poll    | 17               | Olympiakos          |
| 5                | Julija Podskal'naja    | 16               | Dinamo Krasnodar    |
| 6                | Geōrgia Lamprousī      | 15               | Olympiakos          |
| 7                | Kateřina Zemanová      | 13               | Ostrava             |
| 8                | Kateřina Valková       | 12               | Ostrava             |
| 8                | Anu Ennok              | 12               | Sm'Aesch Pfeffingen |
| 8                | Stylianī Christodoulou | 12               | Olympiakos          |